# Бандеха паїса

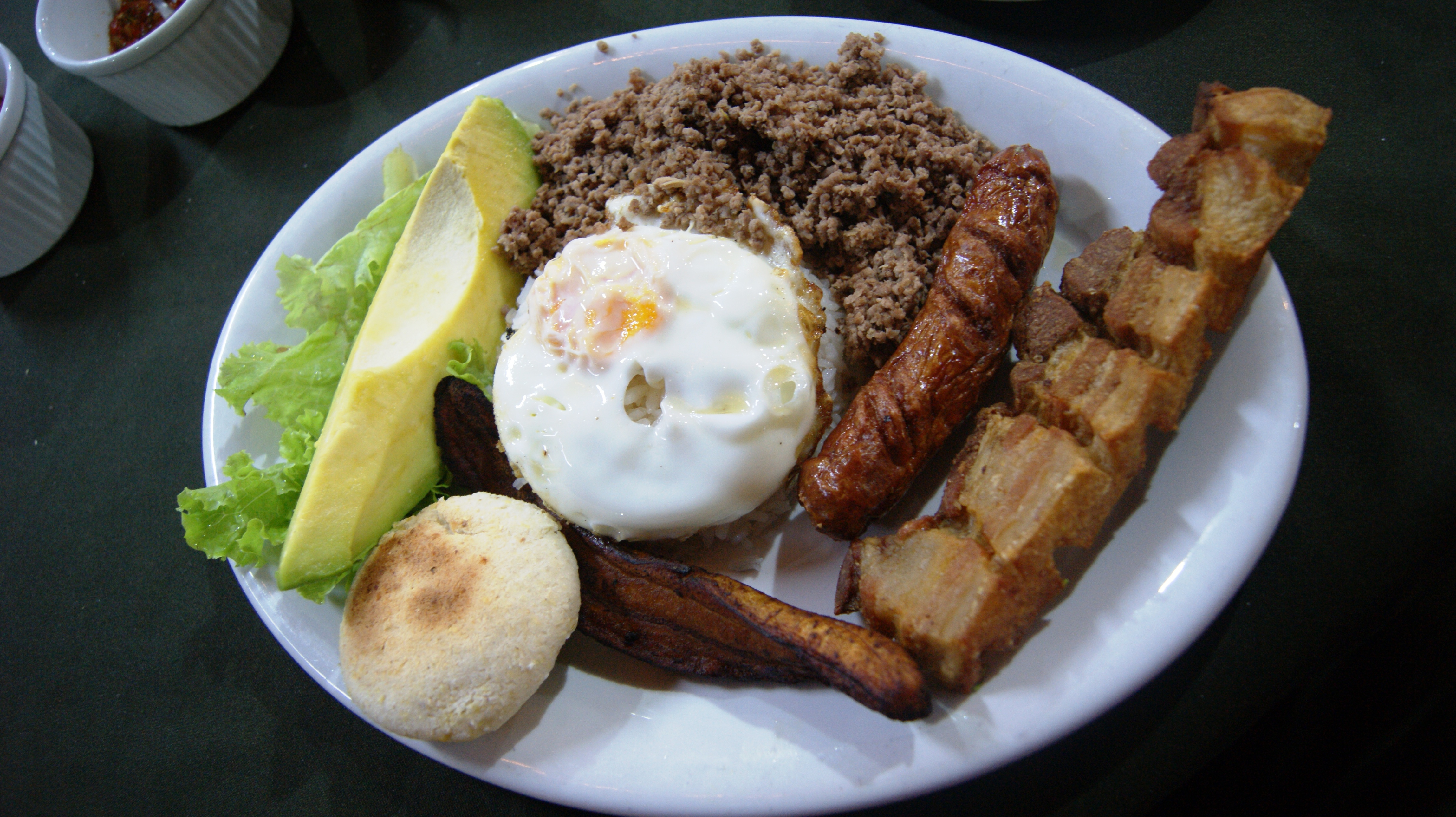
Бандеха паїса у Медельїні, Колумбія

Бандеха паїса (Bandeja paisa, Paisa означає людину з регіону Paisa, а bandeja — це "таця", "піднос"), з варіаціями, відомими як bandeja de arriero, bandeja montañera або bandeja antioqueña, є однією з найбільш репрезентативних страв у колумбійській кухні.
Основною характеристикою цієї страви є щедра кількість і різноманітність їжі в традиційній паісі бандеха: червона квасоля, приготована зі свининою, білий рис, карне моліда (м'ясний фарш), чичарон, смажене яйце, плантан (плáтано мадуро), чоризо, арепа, соус хогао, чорний пудинг (морчілла), авокадо та лимон.  Подається на блюді або підносі.

## Походження
На походження бандеха пайса вплинуло кілька різних культур, які населяли Колумбію протягом століть, включно з корінними народами Колумбії, а також колоніальними іспанцями та африканцями. У ХІХ столітті французькі та британські колонізатори також привезли з собою свою кухню. 
Сучасна форма та подача тарілки Бандеха паїса з'явилися відносно нещодавно. До 1950 року про цю страву не згадується в описах їжі. Ймовірно, це інтерпретація місцевих ресторанів простіших селянських страв. Однією з його найвидатніших особливостей є зіставлення індіанських та європейських інгредієнтів, що також спостерігається в інших стравах латиноамериканської кухні метисів, таких як венесуельський Пабейон кріойо або коста-риканський gallo pinto.

## Подача та варіації
Тарілка Бандеха паїса традиційно подається на великій таці овальної форми через велику кількість їжі, яка подається. Гарніри включають мазаморру (напій, отриманий із кукурудзи, подібний до атоле) з молоком і меленою панелою.
По всій країні існує кілька варіантів страви. Деякі антіокійські ресторани пропонують «розширену» бандеха паїса, також відому як «страва з семи м'ясів», яка містить, окрім вищезгаданих інгредієнтів, стейк на грилі, свинину на грилі та печінку. У Боготі дуже популярна дієтична версія страви, яка замінює свинину смаженою курячою грудкою, чорний пудинг із салатом і чорізо з сарделькою. 

## Колумбійська національна страва

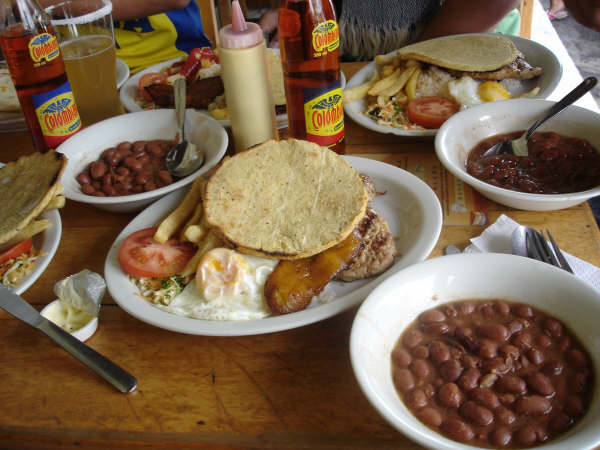
Тарілка Бандеха паїса з різними колумбійськими стравами.

У 2005 році уряд Колумбії планував зробити бандеха пайса національною стравою, змінивши назву на «бандеха монтаньєра» (гірська таця), щоб уникнути виключення людей за межами регіону Пайса. Декілька людей виступили проти цього позначення, стверджуючи, що лише невеликий відсоток колумбійського населення споживає його на регулярній основі та що він виник в одному регіоні Колумбії (Антіокія).  Проте запропонована альтернатива, санкочо, не є суто колумбійською стравою, оскільки її знають і смакують у багатьох інших країнах, таких як Куба, Венесуела, Канарські острови, Пуерто-Рико, Домініканська Республіка та Панама.  У зв’язку з повсюдним поширенням санкочо, колумбійський адхіако часто вважається найбільш показовою колумбійською стравою.
Тим не менш, індустрія комерційного колумбійського туризму просувається вперед без офіційного дозволу уряду, прикрашаючи оголошення, меню та інформацію в брошурах зображеннями бандеха пайса як єдиної найбільш типової колумбійської страви. 